# 新野村 (岡山県)
新野村（にいのそん）は、岡山県勝田郡にあった村。
現在の津山市新野東、新野山形、西上、西下、西中、日本原（一部）に当たる。

## 沿革
- 1889年6月1日 - 町村制施行に伴い、勝北郡新野東村、新野山形村、新野西上村、新野西下村、新野西中村が合併し、新野村となる。大字新野西中に役場を置く。
- 1900年4月1日 - 勝北郡が勝南郡と合併し、勝田郡となる。
- 1955年1月1日 - 勝田郡勝加茂村、広戸村と合併、勝北町となる。
- 1958年 - 新野東字日本が市場の南端部とともに日本原となる。

## 地名の地名
- 新野東
- 新野山形
- 新野西上
- 新野西下
- 新野西中

## 教育

### 保育園
- 勝北風の子こども園

### 学校
- 新野小学校
- 岡山県立日本原高等学校 ※2007年3月に閉校

## 交通

### 鉄道
旧村内を走る鉄道及びその駅なし

### 道路
旧村内を走る高速道路なし。

#### 国道
- 国道53号

#### 県道
- 主要地方道
  - 岡山県道67号勝央勝北線
- 一般県道
  - 岡山県道348号堀坂勝北線

## 河川・山岳

### 河川
- 広戸川
- 田柄川

## 名所・旧跡・観光スポット・祭事・催事

### 旧跡
- 黒目城跡

## 寺院・神社

### 神社
- 天穂日神社
- 天満神社
- 二松神社
- 八幡神社

## その他
勝北町誕生に伴い、旧3村はそれぞれの村名を冠した大字の冠称（勝加茂・新野・広戸）を省いた（新野東は例外）。
新野村と勝加茂村で西上・西中・西下が共通の大字となってしまうため、勝加茂村側が住居表示を変更、勝加茂西上→上村、勝加茂西中→中村、勝加茂西下→杉宮とした。
また、新野山形は山形と変更となったが、津山市編入時には新野山形に戻している。